# Haemaphysalis birmaniae
Haemaphysalis birmaniae är en fästingart som beskrevs av Supino 1897. Haemaphysalis birmaniae ingår i släktet Haemaphysalis och familjen hårda fästingar. Inga underarter finns listade i Catalogue of Life.